# 姚鸿明
姚鸿明（葡萄牙語：Io Hong Meng，1948年—），SLM，澳门人，汉族，中华人民共和国政治人物、第十二届全国人民代表大会澳门地区代表。
担任澳门街坊会联合总会理事长。2008年起担任全国人大代表。2013年，担任全国人大代表。